# تشرلتون وست اند تشستر (تشيشير)
تشرلتون وست اند تشستر (بالإنجليزية: Chorlton, Cheshire West and Chester)‏ هي قرية و أبرشية مدنية تقع في المملكة المتحدة في إنجلترا.  يقدر عدد سكانها بـ 68 نسمة .

## أعلام
- جورج ألكوك